# Lakota (underprefektur)
Lakota är en underprefektur i Elfenbenskusten. Den ligger i departementet med samma namn, i den södra delen av landet, 110 km söder om huvudstaden Yamoussoukro.